# 绍西
绍西（法語：Chaussy，法語發音：[ʃosi] ⓘ）是法国法兰西岛大区瓦兹河谷省的一个市镇，属于蓬图瓦兹区。

## 地理
绍西（49°7'18"N, 1°41'30"E）面积14.56 平方千米，位于法国法蘭西島大區瓦兹河谷省，该省份为法国北部内陆省份，北起瓦兹省，西接厄尔省，南至塞纳-圣但尼省、上塞纳省和伊夫林省，东临塞纳-马恩省。
与绍西接壤的市镇（或旧市镇、城区）包括：昂布勒维尔、维莱昂纳尔蒂、阿姆尼库尔、布赖和吕、谢朗斯、热南维尔、奥梅尔维尔。

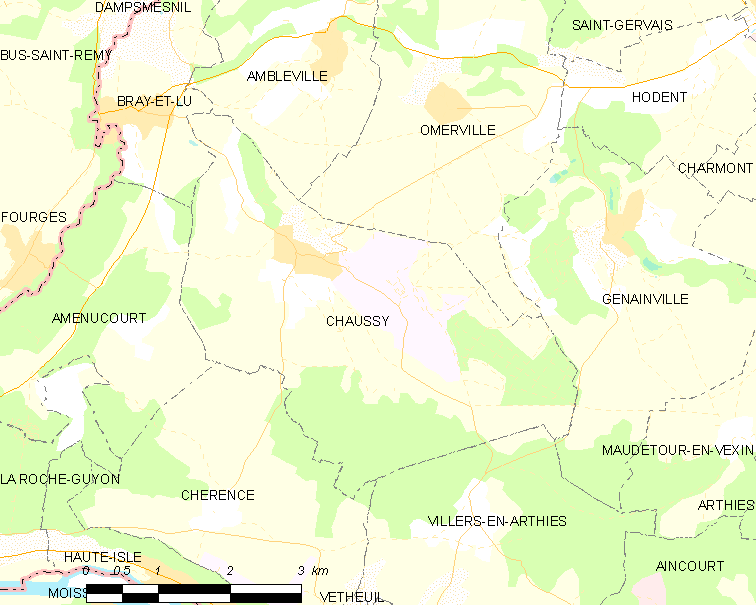
绍西的OSM定位图

绍西的时区为UTC+01:00、UTC+02:00（夏令时）。

## 行政
绍西的邮政编码为95710，INSEE市镇编码为95150。

## 政治
绍西所属的省级选区为沃雷阿勒县。

## 人口

1962-2008年间绍西人口变化图示

绍西于2022年1月1日时的人口数量为634人。